# Guillem Trabal i Tañá
Guillem Trabal i Tañá (Les Masies de Voltregà, 11 de juny de 1979) és un exjugador d'hoquei sobre patins català, que jugava a la posició de porter.
Considerat un dels millors porters del món, començà a jugar al Club Patí Voltregà, club on debutà al primer equip l'any 1994, essent fitxat l'any 2002 pel Lleida Llista Blava. L'any 2004 va ser fitxat pel Reus Deportiu. La temporada 2010-2011 fou escollit, juntament amb Marc Gual, com a millor jugador de la lliga espanyola. L'any 2013, després de nou temporades al Reus Deportiu, fitxà per l'equip portuguès de l'Sport Lisboa e Benfica. L'any 2018 fitxa pel Hockey Valdagno.
El 5 de juny de 2019 fa oficial la seva retirada definiva com a jugador.

## Palmarès[1]

### CP Voltregà
- 1 Copa de la CERS (2001/02)

### Reus Deportiu
- 1 Copa Intercontinental (2010)
- 1 Copa Continental (2009)
- 1 Copa d'Europa (2008/09)
- 1 Supercopa espanyola (2005/06)
- 1 OK Lliga / Lliga espanyola (2010/11)
- Copa del Rei / Copa espanyola (2006)

### SL Benfica
- 1 Copa Intercontinental (2014)
- 1 Copa Continental (2013)
- 1 Copa d'Europa (2015/16)
- 2 Lligues portugueses (2014/15, 2015/16)
- 3 Copes portugueses (2013/14, 2014/15, 2015/16)

### Selecció espanyola
- 6 Campionats del Món "A" (2001, 2005, 2007, 2009, 2011, 2013)
- 6 Campionats d'Europa (2000, 2002, 2004, 2008, 2010, 2012)
- 5 Copes de les Nacions (1999, 2001, 2003, 2005, 2007)

## Llibres publicats
- El portero de hockey patines : de la iniciación al alto rendimiento (2019, Editorial Círculo Rojo)